# Lea Jagodič
Lea Jagodič (Celje, 12 febbraio 1991) è un'ex cestista slovena.
Ala di 182 cm, ha vestito la maglia della Nazionale slovena.

## Palmarès
- Campionato italiano di Serie A2: 1
San Martino di Lupari: 2012-13